# Manuel Cuárez
Manuel Cuárez (Maturín, Venezuela, 22 de noviembre de 1992) es un futbolista venezolano que juega como defensor; su actual equipo es el Monagas SC de la Primera División de Venezuela.

## Clubes
| Club                 | País      | Año             |
| -------------------- | --------- | --------------- |
| Deportivo Anzoategui | Venezuela | 2010-2013       |
| Portuguesa FC        | Venezuela | 2014-2015       |
| Monagas SC           | Venezuela | 2015-Actualidad |

## Deportivo Anzoátegui
Con el Deportivo Anzoategui participó en la Copa Libertadores en 2013.

## Monagas Sport Club
Entró al Monagas SC a mediados del 2015, cuando el equipo aún estaba en segunda división del fútbol venezolano, proveniente del Portuguesa FC. Para el Torneo Apertura de 2016 continua jugando con el Monagas SC hasta la actualidad.